# 万文雅
万文雅（1963年—），天津人，中华人民共和国政治人物、第十二届全国人民代表大会#天津地区代表。
加入中国共产党。2013年，被选为全国人大代表。